# 손오공 5: 대신후
《손오공 5: 대신후》(중국어: 大神猴3情劫篇)는 2020년에 공개한 중국 영화이다.

## 출연진

### 주연
- 사묘

### 조연
- 하람두
- 금아나
- 임우
- 역정복
- 막미림